# Partia Niepodległości (Węgry)
Partia Niepodległości, węg. Függetlenségi és Negyvennyolcas Párt) − partia polityczna działająca na Węgrzech w latach 1874–1918. 
Partia Niepodległości powstała 17 maja 1874 roku z przekształcenia Partii Narodowej 1848. Było to ugrupowanie złożone z licznych środowisk nacjonalistycznych, związanych z tradycją powstania z 1848 roku, a jej działacze wywodzili się głównie ze średniej szlachty. Partia odrzucała tworzący Austro-Węgry kompromis z 1867 roku i żądała ograniczenia związków z Austrią do unii personalnej.
Partia odniosła zwycięstwo w wyborach w styczniu 1905 roku, pokonując po raz pierwszy Partię Liberalną i zdobywając większość. Liderem ugrupowania był wówczas Ferenc Kossuth, syn przywódcy powstania z 1848 roku. Zwycięstwo niepodległościowców spowodowało tzw. kryzys węgierski wobec niemożności pogodzenia interesów dworu i zwycięskiej partii. Kryzys został zażegnany dopiero przez powołanie w 1906 roku gabinetu Sándora Wekerle, w którym Partia Niepodległości miała trzech ministrów.
12 listopada 1909 roku partia rozpadła się na skrzydło radykalne i umiarkowane. Partię Niepodległości zlikwidowano 25 stycznia 1918, następnie odtworzono. Jej działacz Mihály Károlyi był przywódcą rewolucji astrów (28−31 października 1918), następnie premierem i prezydentem Węgierskiej Republiki Ludowej.
| Rok  | Deputowani | Procent      |
| ---- | ---------- | ------------ |
| 1875 | 36         | 8,70%        |
| 1878 | 76         | 18%          |
| 1881 | 88         | 21%          |
| 1884 | 72         | 17,43%       |
| 1887 | 78         | 18,89%       |
| 1892 | 86         | 20,82%       |
| 1896 | 50         | 12,10%       |
| 1901 | 79         | 19,13%       |
| 1905 | 165        | 39,95%       |
| 1906 | 253        | 61,26%       |
| 1910 | 51/44      | 12,35/10,65% |